# Colus pygmaeus
Colus pygmaeus är en snäckart som först beskrevs av Gould 1841.  Colus pygmaeus ingår i släktet Colus och familjen valthornssnäckor. Inga underarter finns listade i Catalogue of Life.